# Albești (Ialomița)
Pour les articles homonymes, voir Albești.
Albești est une commune du județ de Ialomița en Roumanie.

## Démographie
Lors du recensement de 2011, 97,28 % de la population se déclarent comme roumains (2,63 % ne déclarent pas d'appartenance ethnique et 0,07 % déclarent appartenir à une autre ethnie).
En 2011, la répartition des groupes confessionnels se présente comme suit :
- Orthodoxes (97,28 %)
- Inconnue (2,63 %)
- Autre (0,07 %)

## Politique
| Parti | Parti                        | Sièges |
| ----- | ---------------------------- | ------ |
|       | Parti social-démocrate (PSD) | 7      |
|       | Parti national libéral (PNL) | 1      |
|       | Parti des Ialomițiens        | 1      |

## Personnalités
- Vasile Andrei (1955-), champion olympique de lutte gréco-romaine.